# San Miguel (Bulacan)
San Miguel ist eine philippinische Stadtgemeinde in der Provinz Bulacan, in der Verwaltungsregion III, Central Luzon. Nach dem Zensus von 2015 hatte San Miguel 153.882 Einwohner, die in 49 Barangays lebten. Sie wird als Gemeinde der ersten Einkommensklasse auf den Philippinen und als teilweise urbanisiert eingestuft. 
San Miguels Nachbargemeinden sind Candaba im Westen, Gapan im Norden, San Ildefonso im Süden und Doña Remedios Trinidad im Osten. Die Topographie der Stadt ist gekennzeichnet durch Flachländer. Der westliche Teil der Gemeinde liegt in einer Senke, in der sich die Candaba-Flussmarschen ausbreiten, ein weltweit unter Ornithologen bekanntes Gebiet. Teile des Biak-na-Bato National Park liegen auf dem Gemeindegebiet. 
San Miguel hat eine große historische Bedeutung für die Philippinen, da die erste provisorische Republik der Philippinen, die Republik von Biak-na-Bato, im Juli 1897 in den Höhlen von Biak-na-Bato ausgerufen und die erste Verfassung der Philippinen am 1. November dort verabschiedet wurde. Die Republik wurde jedoch am 15. Dezember 1897 wieder aufgelöst mit der Unterzeichnung des Vertrages von Biak-na-Bato zwischen der philippinischen und der spanischen Partei.

## Baranggays
| - Bagong Silang - Balaong - Balite - Bantog - Bardias - Baritan - Batasan Bata - Batasan Matanda - Biak-na-Bato - Biclat - Buga - Buliran - Bulualto - Calumpang - Cambio - Camias - Ilog-Bulo | - King Kabayo - Labne - Lambakin - Magmarale - Malibay - Mandile - Masalipit - Pacalag - Paliwasan - Partida - Pinambaran - Poblacion - Pulong Bayabas - Sacdalan - Salacot - Salangan | - San Agustin - San Jose - San Juan - San Vicente - Santa Ines - Santa Lucia - Santa Rita Bata - Santa Rita Matanda - Sapang - Sibul - Tartaro - Tibagan - Bagong Pag-asa - Pulong Duhat - Maligaya - Tigpalas |

## Weblink
- Informationen der Philippine Statistics Authority über San Miguel